# علیرضا زندیان
علیرضا زندیان نمایندهٔ دورهٔ یازدهم و دوازدهم مجلس شورای اسلامی از حوزهٔ انتخابیهٔ بیجار در استان کردستان است. 
او با کسب ۱۰٬۳۱۹ رأی از مجموع ۱۶٬۸۹۰ رأی به مجلس یازدهم راه یافت.زندیان در ابتدا با کسب ۲۳ رای از کمیسیون اقتصادی عضو این کمیسیون گردید و در سال دوم با رای اکثریت اعضا به عنوان دبیر دوم کمیسیون اقتصادی و عضو هیئت رئیسه کمیسیون انتخاب شد . در دوم آبان ۱۳۹۹ در نطق میان دستور خود در مجلس شورای اسلامی، گفت: باید در انتقال صنعت فولاد بیجار به شهرستانی دیگر بازنگری شود و خواهان احداث یک واحد فولادسازی در بیجار شد . در ۳۰ آبان ۱۳۹۹ نیز از طرف نمایندگان مجلس به عنوان عضو ناظر مجلس در شورای عالی مقابله و پیشگیری از جرایم پولشویی  انتخاب شدند
پس از ده ها افول و عقب ماندگی شهرستان گروس زندیان نماینده دوره یازدهم و همچنین نماینده دوره دوازدهم از مهر ۱۳۹۹ تاکنون با پیگیری ها و تلاش های مستمر شبانه روزی توانسته شهرستان گروس را در مسیر توسعه و پیشرفت قراردهد تا آنجایی که پس هفتاد سال رشد   منفی جمعیت گروس را متوقف و  توانست جمعیت گروس را به رشد مثبت برساند 
قسمتی از پروژهای که زندیان توانست به ثمره برساند
پروژه بزرگ راه آهن 
پروژه بزرگ کارخانه فولاد سازی 
پروژه پتروشیمی بعثت 
پروژه جاده های دوبانده 
پروژه جاده های روستایی 
افزایش حق آبه سد تلوار برای بخش کشاورزی و صنعت 
و دهه ها پروژه دیگر